# Cryptus pusillus
Cryptus pusillus là một loài tò vò trong họ Ichneumonidae.